# Caravan Palace
Caravan Palace — французская музыкальная группа исполняющая электро-свинг. В настоящее время в её состав входят: Зои Колоти (вокал, кларнет), Арно Виаль (гитара, вокал) и Шарль Делапорт (бас-гитара, вокал). Бывшие участники: Пол-Мари Барбье (пианино, ударные, вибрафон), Мартен Берлюг (тромбон), Лука Сен-Крик (саксофон, кларнет) и Диего Дольчиами (также известный как Odd Sweet; хореография)
Группа была основана в 2005 году, когда трое музыкантов получили заказ от кинокомпании на создание саундтрека к немым порнографическим фильмам. В октябре 2008 года лейбл Wagram Music выпустил дебютный альбом коллектива, получивший название «Caravan Palace». Пластинка попала в музыкальные чарты Швейцарии, Бельгии и Франции, где достигла 11-й позиции.

## История
Впервые участники группы встретились в 2005 году, когда Виаль, Пайен и Делапорт получили заказ от кинокомпании на создание саундтрека к немым порнофильмам. Официально группа сформировалась через год после знакомства с музыкальным продюсером Лоиком Баруком, который заинтересовался проектом, помог музыкантам заключить контракт со звукозаписывающей студией и организовал их первые концерты.
Известность в интернете группа приобрела благодаря нескольким демозаписям и промоматериалам. С 2006 по 2007 год музыканты гастролировали по Франции, а в 2007 году впервые выступили на джазовом фестивале имени Джанго Рейнхардта. После этого коллектив записал свой дебютный альбом на парижской студии Wagram Music.
20 октября 2008 года вышел одноимённый альбом «Caravan Palace». Пластинка получила признание за верность джазовым традициям и вошла в несколько европейских чартов. В Швейцарии альбом занял 72-е место, в Бельгии — 42-е. Во Франции запись стала самым успешным релизом отечественной группы, достигнув 11-го места в августе 2009 года и продержавшись во Французском национальном чарте альбомов (Syndicat National de l'Édition Phonographique) 69 недель.
24 февраля 2009 года группа выпустила второй официальный сингл «Suzy».
После более чем годичного перерыва, 3 октября 2011 года, вышел мини-альбом Clash. А 5 марта 2012 года коллектив представил свой второй студийный альбом Panic.
Третий альбом (<|°_°|>, также известный под названием Robot Face) выпущен 16 октября 2015 года. Отдельно вышедший сингл «Lone Digger» получил статус «золотого» от Американской ассоциации звукозаписывающих компаний, а клип на него с антропоморфными животными — более 430 миллионов просмотров на Youtube.
19 июня 2019 года на своём официальном YouTube-канале группа опубликовала тизер нового альбома «Chronologic», релиз которого состоялся 30 августа 2019 года.
1 марта 2024 года, после нескольких месяцев тизеров, состоялся выход альбома «Gangbusters Melody Club».

## Дискография

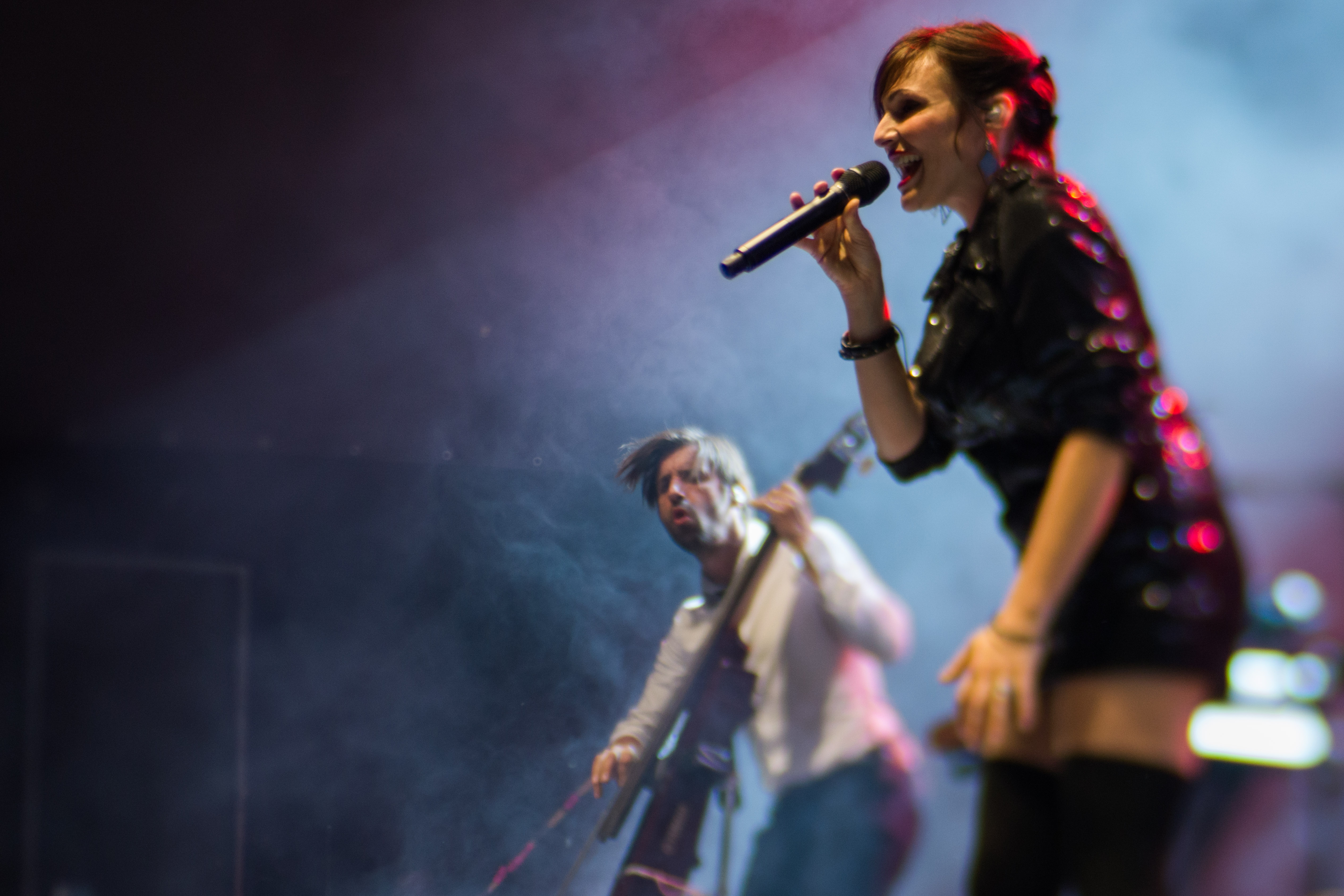
Выступление группы на Рудольфштадт-фестивале в 2015 году

### Альбомы
- Caravan Palace (2008)
- Clash (Remixes) EP (2012)
- Panic (2012)
- <I°_°I> (2015)
- Chronologic (2019)
- Gangbusters Melody Club (2024)

### Синглы
- "Jolie Coquine" (2008)
- "Suzy" (2009)
- "Clash" (2012)
- "Lone Digger" (2015)
- "Black Betty" (2017)
- "Miracle" (2019)
- "About You" (2019)
- "Moonshine" (2019)
- "MAD" (2023)
- "Reverse" (2023)
- "Mirrors" (2024)[6]
- "City Cook" (2025)